# Brevern (Adelsgeschlecht)

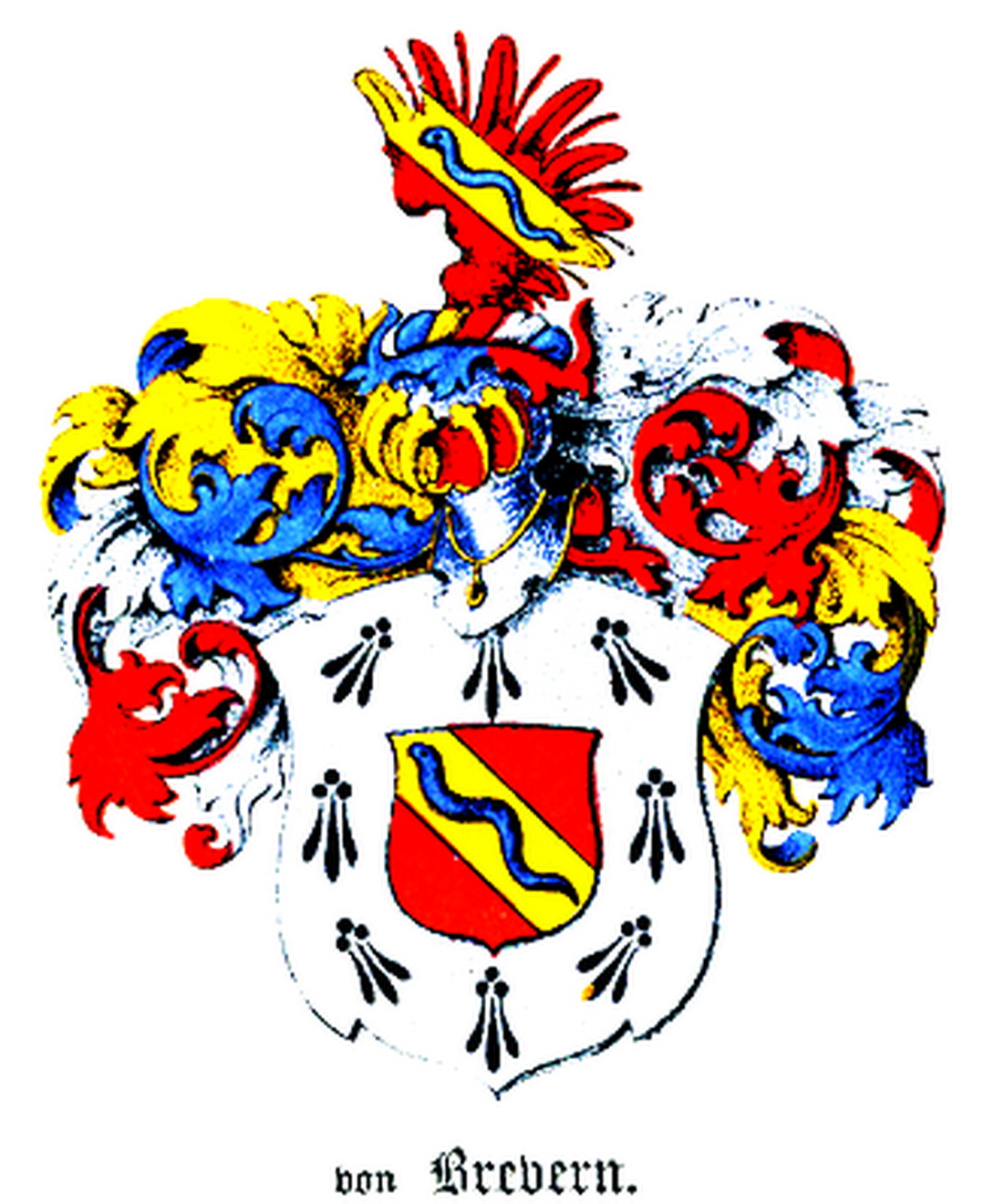
Wappen derer von Brevern

Brevern ist der Name eines deutsch-baltischen Adelsgeschlechts aus Livland und Estland, welchem 1694 das schwedische Adelsprädikat „von Brevern“ zugesprochen wurde. Ursprünglich stammt die Familie aus der Lutherstadt Eisleben in der früheren Grafschaft Mansfeld. Ihr Familienverbund zählt heute etwa 125 Mitglieder.

## Geschichte
Der Ursprung der Adelsfamilie „von Brevern“ begann mit Johannes Brever (Breuer), einem Ratsherrn und Kaufmann in Frankenstein (Schlesien). Sein Sohn Johann Brever (verheiratet 1587 mit Barbara Mellin aus Nordhausen) war von 1578 bis 1603 Pfarrer in Alberstedt und von 1603 bis 1616 Pfarrer, Dekan und Hofprediger beim Grafen von Mansfeld-Hinterort in Schraplau, er starb 1617. Dessen Sohn Johann Brever war gräflich mansfeldischer Konsistorialsekretär in Eisleben und verheiratet mit Magdalena Happach. Er starb am 2. September 1626 an der Pest. Ihr Sohn als Johannes Brever (Breverus) (1616–1700), übersiedelte 1634 nach Riga. Dort wurde er Oberpastor am Dom und Superintendent von Riga. Sein Sohn aus der Ehe mit Sophie von Dunten (1635–1685), Hermann von Brevern (1663–1721) war Präsident des Burggerichts in Riga und Vizepräsident des Livländischen Hofgerichts. In dieser Eigenschaft erhielt er am 5. Oktober 1694 den schwedischen Adelstitel „von Brevern“. Nach der Annexion Livlands durch Peter den Großen war er Vizepräsident des Reichsjustizkollegiums (Justizministerium) in St. Petersburg. Er war verheiratet mit Katharina v. Reutern (1679–1746). Das Ehepaar hatte 10 Kinder; der jüngste Sohn Peter ist der Stammvater der heutigen Familie. Sie wurde 1721 die in die livländische Adelsmatrikel und 1745 in die estländische eingetragen. Die Familie wurde durch die zweite Ehe von Katharina von Brevern (mit dem General Hermann von Bohn) in Estland sesshaft und erwarb umfangreichen Güterbesitz. Sie verzweigte sich später in eine estländische und in eine kurländische Linie.

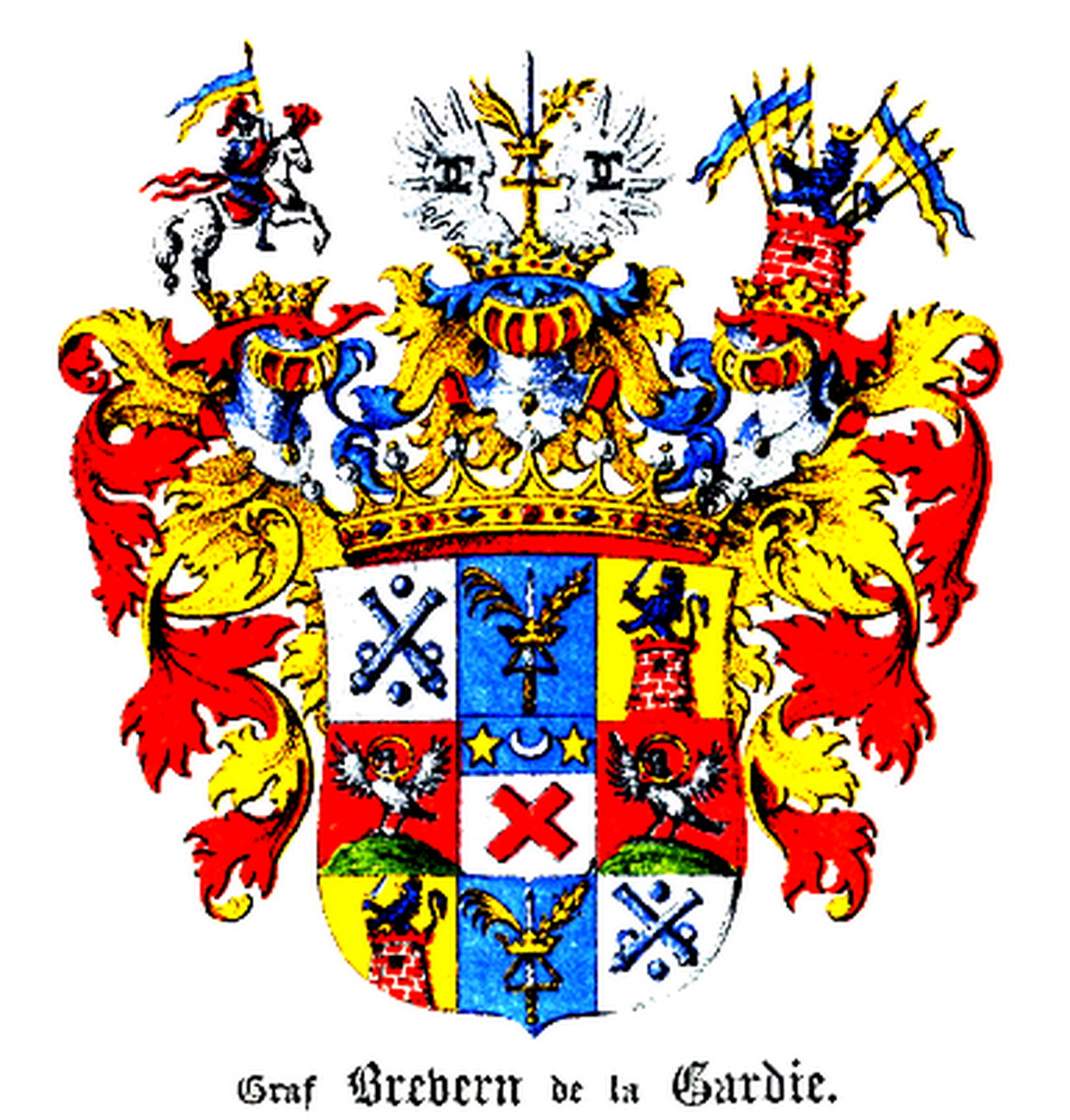
Wappen des Grafen Pontus Alexander Ludwig von Brevern-de la Gardie

Mit Pontus Alexander Ludwig von Brevern (* 1814; † 1890) erlangte der Neffe des letzten estländischen Grafen De la Gardie 1852 den erblichen russischen Grafenstand und hieß nun „Graf Brevern-de la Gardie“. Christoph Engelbrecht von Brevern (1782–1863) wurde 1827 Gouverneur des Gouvernements von Kurland und erhielt 1833 das kurländische Indigenat; sein Sohn Iwan von Brevern (1812–1885) wurde gleichfalls kurländischer Gouverneur und später Senator in Sankt Petersburg. Im Kurland besaßen die Brevern keine Güter, wohl aber zeitweilig in den benachbarten Gouvernements Kowno und Witebsk, sowie ein Gut in Szagarren und Dritzan.
Nach dem Ersten Weltkriege wurde der Güterbesitz der Familie enteignet, mehrere Familienmitglieder verließen das Baltikum. Die verbliebenen Familienmitglieder wurden 1939 in das Gebiet um Posen, den damaligen Warthegau umgesiedelt. Anfang 1945 flohen sie vor der Roten Armee. Heute lebt die meisten Familienmitglieder in Deutschland, darüber hinaus in zwölf weiteren Ländern. Der Familienrat der Familienstiftung, der alle geborenen und eingeheirateten, volljährigen Breverns umfasst, zählt derzeit 125 Mitglieder.

## Ahnen der Familie von Brevern
- Johannes Brever, Ratsherr in Frankenstein (Schlesien), Sohn:
- Johann Brever, † 1617, Pastor, Dekan und Hofprediger des Grafen David von Mansfeld-Hinterort in Schraplau, verheiratet 1587 mit Barbara Mellin aus Nordhausen, Sohn:
  - Johann Brever, † 2. September 1626, Konsistorialsekretär zu Eisleben, verheiratet mit Magdalena Happach, Sohn:
    - Johannes Brever (Breverus), * 11. März 1616 in Eisleben; † 12. Mai 1700 in Riga, (Livland), verheiratet in 1. Ehe mit Hedwig Samson, † 1657, in 2. Ehe mit Sophie von Dunten, * 1635; † 1686, Sohn:
      - Hermann Brevern, * 20. Juli 1663 in Riga; † 3. Juli 1721 in Sankt Petersburg, Jurist, 1694 wurde er mit dem schwedischen Adelsprädikat „von Brevern“ ausgezeichnet, Stammvater der Familie von Brevern, verheiratet mit Katharina von Reutern, * 1679; † 1746, Kinder: Beate von Reutern, Adam Ludwig von Breveren auf Jaggowal,[2] * 1708; † 1761, Gründer des Hauses Brevern auf Jaggowal, Söhne:
        - Karl Hermann von Brevern, * 22. Oktober 1704 in Riga; † 3. Januar 1744 in Sankt Petersburg. Er war in russischen Diensten Kabinettsmitglied und unter anderem Präsident der Russischen Akademie der Wissenschaften in Sankt Petersburg.
        - Peter von Brevern, * 29. August 1711 in Lübeck; † 6. September 1756 in Reval, verheiratet mit Gertrude Magdalena von Kursell, Söhne:
          - Heinrich Johann (Iwan) von Brevern, * 16. Januar 1749 in Moskau; † 27. Oktober 1803 in Kostifer (Estland)[3]
            - Christoph Engelbrecht von Brevern * 17./28. Dezember 1782 in Kostifer; † 4. Januar 1863 in Mitau, Gründer der kurländischen Linie.

## Estländische Linie (Auszug)
1. Heinrich Johannes (Iwan), * 16. Januar 1749 † in Moskau; † 27. Oktober 1803 in Estland, verheiratet mit Anna Elisabeth Staël von Holstein, Kinder:
  1. Karl Peter Ernst von Brevern, * 1772 in Kostifer; † 1794
  2. Katharina Margarethe von Brevern, * 1774 in Tallinn; † 1836 in Tallinn, verheiratet in 1. Ehe mit Karl von Ramm und in 2. Ehe mit Hans Heinrich von Klugen, Kinder: Elisabeth von Ramm, Karoline von Ramm, Ulrika von Ramm
  3. Gertrud Helene von Brevern, * 29. Juni 1776 in Kostiver; † 22. März 1857 in Tallinn
  4. Anna Wilhelmine von Brevern, * 19. Mai 1780 in Kostifer; † 31. Januar 1863 in Jelgava
  5. Heinrich Johannes (Iwan) von Brevern auf Kostifer, * 19. März 1775 in Kostifer; † 28. April 1850 in Tallinn, verheiratet in 1. Ehe mit Helene Margarethe Sophie von Benkendorff und in 2. Ehe mit Maria De la Gardie, Sohn:
    1. Pontus Alexander Ludwig Graf Brevern-de la Gardie, * 4. Januar 1814 in Kostifer; † 20. März 1890 in Hapsal, verheiratet mit Maria Alexandrowna Wojeikowa, * 11. Juni 1828, Kinder: Nikolai Brevern de la Gardie; Maria Brevern de la Gardie; Katharina Brevern de la Gardie; Olga Brevern de la Gardie und Woldemar Brevern de la Gardie

## Kurländische Linie (Auszug)
1. Christoph Engelbrecht von Brevern, * 17./28. Dezember 1782 in Kostifer; † 4. Januar 1863 in Mitau, estländischer Landrat, Gouverneur von Kurland (1827–1852), 1833 kurländisches Indigenat; verheiratet mit Julie Charlotte von Strandmann (1790–1830)
  1. Anna (Annette) Elisabeth (1808–1889), verheiratet mit Efim Antonowitsch von Kleist (1794–1857), russischer Generalmajor
  2. Julie Auguste (1811–1890), verheiratet mit Ernst von Oelsen, † 1848
  3. Iwan von Brevern (Taufname Iwan, genannt Johann), * 3. Dezember 1812 in Jörden (Estland); † 29. April 1885 in St. Petersburg, Vizegouverneur von Livland, dann Gouverneur von Kurland (1858–1868), Senator in Sankt Petersburg, verheiratet mit Catharina Arps von Arpshofen (1817–1904)
    1. Marie (1841–1916), verheiratet mit Julius von Oelsen, † 1895
    2. Georg von Brevern, * 1. April 1843 in Lagena; † 3. März 1898 in Riga, russischer Generalmajor und Kommandeur einer Reservebrigade mit dem Rang eines Divisionsgeneral, verheiratet mit Anna Wilhelmine Rücker, * 1850
    3. Alexander von Brevern, * 27. März 1845 in Mitau; † 10. Januar 1897 in Mitau, verheiratet mit Elisabeth Caroline Theophile von der Ropp aus dem Hause Juchnaitschen (1848–1887)
      1. Catharina Isalie, * 1874, verheiratet mit Georg Fürst von Lieven; † 1910

    4. Nicolai von Brevern, * 2. August 1848; † 22. Januar 1919, Richter am Warschauer Appellationsgerichtshof, Staatsrat, verheiratet mit Alexandrine Henriette von Zoege von Manteuffel, * 1855
    5. Woldemar von Brevern, * 12. Dezember 1857 in Riga; † 9. Juli 1905 zwischen Grobiņa (Lettland) und Gawesen (von Revolutionären ermordet), Bauernkommissar[4] in Grobiņa, verheiratet mit Barbara Wöhrmann, * 1862
      1. Dimitri (1888–1889)
      2. Johann (Hans) von Brevern, * 25. Februar 1890 in Mitau, Beamter des kurländischen Gouvernements, russischer Offizier, Kaufmann in Harbin (Mandschurei), verheiratet mit Olga Gosronow, * 1896 in Aşgabat (Turkmenistan)
        1. Helene, * 1924 in Harbin

  4. Therese Catharina Amalie (1814–1883), verheiratet mit Alphons von der Ropp, † 1883
  5. Caroline Barbara (1816–1837), Hofdame Ihrer Majestät der russischen Kaiserin Alexandra Fjodorowna
  6. Emilie (1820–1895), verheiratet mit Gustav Wevell von Krüger (Wittwer ihrer Schwester Elisabeth)
  7. Alexander Christoph von Brevern, * 10. Januar 1825 in Kiekel; † 21. Oktober 1896, russischer General
  8. Elisabeth Juliane Gertrud, * 10. Januar 1825; † 1865, verheiratet mit Gustav Wevell von Krüger, Regierungsrat an der kurländischen Gouverneursregierung, Staatsrat
  9. Claudine Elisabeth Marie (1829–1901), verheiratet mit Gregor von Brevern auf Altenhof (Estland)

## Familienstiftung v. Brevern
In der „Familienstiftung v. Brevern“, einer Stiftung des bürgerlichen Rechts, wird der Familienverband organisiert und geleitet. Der Gründungstag wird mit dem 11./25. März 1862 angegeben. Der Stiftung gehörten drei Häuser in Reval, sie wurde 1934 durch Estland bestätigt und 1942 in Deutschland genehmigt. Die nach den Bestimmungen des Lastenausgleichsgesetzes festgelegten Entschädigungszahlungen flossen der Stiftung zu. 1967 erfolgte, mit Zustimmung des Familienrats – dem obersten Beschlussorgan, die Verlegung der Stiftung nach Hannover. Als zentrale Aufgabenstellung steht der Zusammenhalt der Familie im Vordergrund. Der Stiftungszweck legt gemäß § 5 der „Verfassung der Familienstiftung“ fest, dass bedürftigen Familienangehörigen geholfen werden soll, dass Erziehung und Ausbildung junger Familienmitglieder erleichtern werden soll, dass der allgemeine Wohlstand gehoben werden soll und für strebsame Mitglieder eine gesicherte Existenz zu schaffen sei und schließlich der Zusammenhalt der Familie gefördert werden soll.